# Vesmírná stanice Tchien-kung

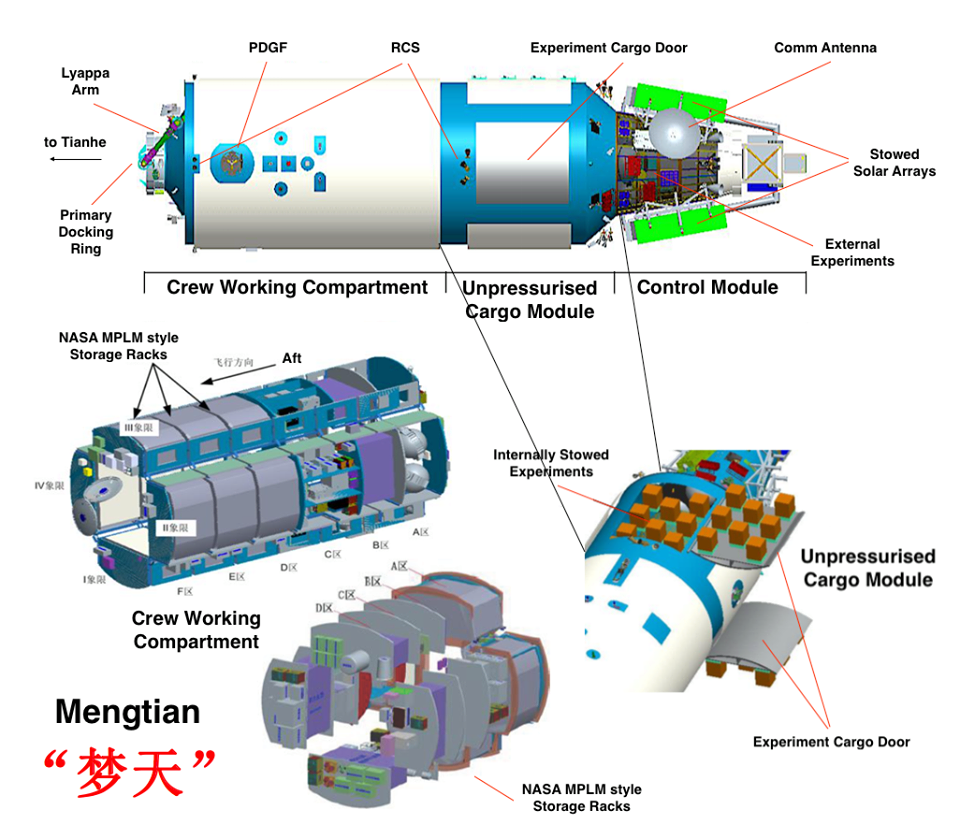
Podoba modulu Meng-tchien – vlevo hermetizovaná sekce se zařízením pro připojení k hlavnímu modulu Tchien-che, vpravo řídicí sekce, na niž jsou napojena dvě křídla solárními panely.

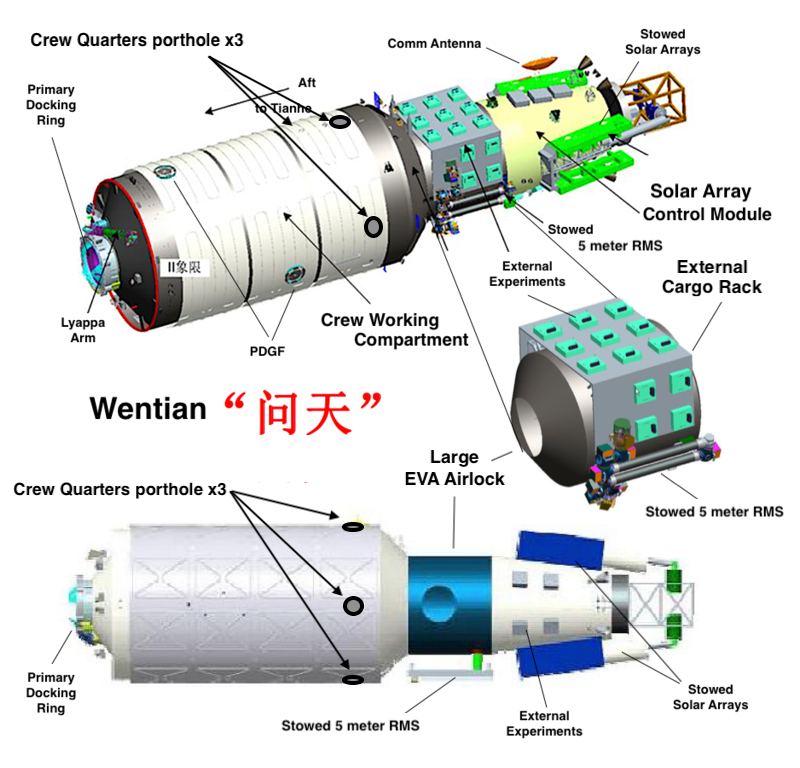
Modul Wen-tchien má podobnou koncepci jako modul Meng-tchien.

Vesmírná stanice Tchien-kung (čínsky pchin-jinem Tiāngōng kōngjiānzhàn, znaky 天宫空间站; česky Nebeský palác; anglický částečný překlad: Tiangong Space Station, TSS, též Chinese Space Station, CSS) je čínská vesmírná stanice umístěná na nízké oběžné dráze Země ve výšce 340–450 km nad povrchem. Hmotnost tří modulů stanice dosahuje zhruba 70 tun (bez započtení připojených nákladních a osobních kosmických lodí). Velikostí je srovnatelná s bývalou ruskou vesmírnou stanicí Mir.
Výstavba stanice byla třetí fází programu Tchien-kung navazující na zkušenosti získané čínskými vědci, techniky a kosmonauty při letech předchozích stanic Tchien-kung 1 a Tchien-kung 2. Původně plánované vypuštění stanice Tchien-kung 3 bylo v roce 2017 zrušeno s tím, že Čína již přikročí k výstavbě velké orbitální stanice.

## Sestava stanice
TSS je modulární vesmírnou stanicí třetí generace. Vesmírné stanice první generace, jakými byly první stanice Saljut nebo Skylab, byly jednodílné a nebyly určeny pro průběžné zásobování. Stanice druhé generace Saljut 6 a 7 a Tchien-kung 1 a 2 umožňovaly zásobování během pobytů posádky. Stanice třetí generace jako Mir, Mezinárodní vesmírná stanice (ISS) nebo právě TSS, jsou modulární vesmírné stanice, sestavené na oběžné dráze ze samostatně vypuštěných částí, což může výrazně zvýšit spolehlivost, snížit náklady, zkrátit vývojový cyklus a splnit rozmanité požadavky na účel modulů.
Vesmírná stanice Tchien-kung se skládá ze základního modulu Tchien-che a dvou laboratorních modulů. K této konfiguraci se později samostatně, nicméně souběžně letící vesmírný teleskop. Od roku 2011 se počítalo s výstavbou stanice v letech 2020 až 2022 a tento záměr byl fakticky naplněn. Po postupném upřesňování bylo v lednu 2021 oznámeno, že v témže roce dojde k vypuštění hlavního modulu Tchien-che, první zásobovací mise i lodi s první posádkou. Oba laboratorní moduly byly vypuštěny a připojeny v roce 2022, kdy byl také počínaje letem lodi Šen.čou 14 s tříčlennou posádkou zahájen nepřetržitý provoz stanice. Její výstavba si tak vyžádala celkem 9 startů (3 moduly, 3 lodě s posádkou a 3 nákladní lodě Tchien-čou).
Provoz stanice je řízen z pekingského střediska řízení a kontroly letectví a kosmonautiky.

### Přehled modulů
Základní modul Tchien-che (čínsky pchin-jinem Tiānhé, znaky 天和; česky Harmonie nebes; zjednodušený čínský přepis: Tianhe) byl vynesen na oběžnou dráhu 29. dubna 2021.
Modul poskytuje podporu životních funkcí a obytné prostory pro tři členy posádky. Vedle toho zajišťuje napájení stanice, její navádění, navigaci, řízení orientace a pohon. Modul se skládá ze tří sekcí: obytné, servisní a dokovací. Obytná část obsahuje kuchyň a toalety, zařízení pro řízení požáru, zařízení pro zpracování a kontrolu atmosféry, počítače, vědecké přístroje, komunikační zařízení pro vysílání a příjem komunikace prostřednictvím pozemní kontroly v Pekingu a další vybavení.
Laboratorní modul Wen-tchien (čínsky pchin-jinem Wèn Tiān, znaky 問天; česky Hledání nebes; zjednodušený čínský přepis: Wentian) byl ke stanici vynesen a připojen 24. července 2022 k přednímu portu modulu Tchien-che. 
Ve své obytné sekci poskytuje kosmonautům na palubě stanice 50 krychlových metrů dodatečného vnitřního prostoru včetně 3 spacích prostorů a nové toalety. Významně také rozšiřuje možnosti provádění vědeckých experimentů, zaměřených zejména na výzkum věd o živé přírodě ve vesmíru, a to jak v přetlakovém prostředí uvnitř stanice, tak na jejím vnějším povrchu.
Modul byl 30. září 2022 při asi hodinové manipulaci pomocí svého vlastního manipulátoru odpojen od předního dokovacího portu Tchien-che forward a po otočení o 90 stupňů v 04:44 UTC připojen k pravobočnímu (starboard) dokovacímu portu.  Přední port modulu Tchien-che se tak uvolnil pro přílet druhého vědeckého modulu.
Laboratorní modul Meng-tchien (čínsky pchin-jinem Mèng Tiān, znaky 夢天; česky Snění o nebesích; zjednodušený čínský přepis: Mengtian) je určen především k provozování vědeckých experimentů a je proto zcela vyplněn standardními víceúčelovými skříněmi. Vypuštěn byl 31. října 2022 a ještě téhož dne se připojil k přednímu portu modulu Tchien-che. O tři dny později, 3. listopadu byl – přepojen podobně dříve jako modul Wen-tchien – přesunut na finální pozici. Tou je levý boční dokovací port základního modulu Tchien-che.
|   | Název modulu | účel              | Datum a čas startu (UTC)    | Port                         | Datum a čas připojení (UTC) | Hmotnost (kg) | Délka (m) | Největší průměr (m) |
| - | ------------ | ----------------- | --------------------------- | ---------------------------- | --------------------------- | ------------- | --------- | ------------------- |
| 1 | Tchien-che   | základní modul    | 29. dubna 2021, 03:23:15    | —                            | —                           | 22 500        | 16,6      | 4,2                 |
| 2 | Wen-tchien   | laboratorní modul | 24. července 2022, 06:22:32 | pravý (na modulu Tchien-che) | 24. července 2022, 19:13    | 23 000        | 17,9      | 4,2                 |
| 3 | Meng-tchien  | laboratorní modul | 31. října 2022, 07:37:23    | levý (na modulu Tchien-che)  | 31. října 2022, 20:27       | ~20 500       | 17,9      | 4,2                 |

### Robotická ruka
Robotická ruka má dva segmenty (delší na modulu Tchien-che, kratší na modulu Wen-tchien) s adaptérem umožňujícím jejich spojení. Kombinace těchto tří částí má díky délce asi 14,5 metru dostatečný dosah, aby pokryla všechny tři hlavní moduly vesmírné stanice a dovolila provádět inspekce a další práce, například přenášet vědecké přístroje. Uplatní se také při zachycování dalších modulů přilétajících ke stanici a jejich přemisťování na různá místa během plánovaného rozšiřování stanice. Rameno bylo zprovozněno během prvních tří výstupů do volného prostoru během roku 2021.

### Budoucí moduly
Vesmírný dalekohled Sün-tchien (čínsky pchin-jinem Xún Tiān, znaky 巡天; česky Nebeský křižník; zjednodušený čínský přepis: Xuntian) je plánované vědecké zařízení, který by obíhalo Zemi společně se stanicí, ale nebylo by s ní fyzicky spojeno, což by při provozu odstranilo přenos negativních vlivů činnosti v ostatních částech stanice na kvalitu snímání. Teleskop by se jednou za čas ke stanici připojil kvůli základnímu servisu, doplnění paliva apod. Zařízení je v současnosti ve vývoji, podle dostupných informací by mělo mít primární zrcadlo o průměru 2 metry a zorné pole 300krát větší než u Hubbleova vesmírného dalekohledu. Díky tomu by byl schopen během deseti let zobrazit až 40 % oblohy pomocí kamery s rozlišením 2,5 gigapixelu. Vypuštění bylo původně plánováno na rok 2024, v dubnu 2022 ale byla zveřejněna informace o posunu termínu na rok 2023. V jeho polovině však očekávaný termín vypuštění opět v tichosti sklouzl do roku 2024 a v létě 2024 probleskla vysíláním čínské televize zmínka o tom, že teleskop odstartuje v roce 2027.
V únoru 2023 byl na výstavě v Čínském národním muzeu představen záměr dalšího budoucího rozšíření stanice, který by sestavu ve tvaru písmene T přeměnil na tvar kříže – nový modul by byl trvale připojen k přednímu portu základního modulu Tchien-che a měl by také několik dokovacích portů umožňujících připojení více kosmických lodí, případně dalších modulů.

## Posádky

### Seznam posádek pobývacících na stanici
| # | kosmická loď | členové posádky                                 | přílet             | odlet              | trvání                       | výstupy do vesmíru          |
| - | ------------ | ----------------------------------------------- | ------------------ | ------------------ | ---------------------------- | --------------------------- |
| 1 | Šen-čou 12   | Nie Chaj-šeng, Liou Po-ming, Tchang Chung-po    | 17. června 2021    | 16. září 2021      | 90 dní, 17 hodin, 2 minuty   | 2 (12 hodin, 41 minut)      |
| 2 | Šen-čou 13   | Čaj Č’-kang, Wang Ja-pching, Jie Kuang-fu       | 15. října 2021     | 15. dubna 2022     | 181 dní, 17 hodin, 48 minut  | 2 (12 hodin, 36 minut)      |
| 3 | Šen-čou 14   | Čchen Tung, Liou Jang, Cchaj Sü-če              | 5. června 2022     | 4. prosince 2022   | 181 dní, 17 hodin, 19 minut  | 3 (15 hodin, 53 minut)      |
| 4 | Šen-čou 15   | Fej Ťün-lung, Teng Čching-ming, Čang Lu         | 29. listopadu 2022 | 3. června 2023     | 185 dní, 15 hodin, 47 minut  | 4 (nezveřejněno)            |
| 5 | Šen-čou 16   | Ťing Chaj-pcheng, Ču Jang-ču, Kuej Chaj-čchao   | 30. května 2023    | 30. října 2023     | 153 dní, 4 hodiny, 8 minut   | 1 (~8 hodin)                |
| 6 | Šen-čou 17   | Tchang Chung-po, Tchang Šeng-ťie, Ťiang Sin-lin | 26. října 2023     | 30. dubna 2024     | 186 dní, 14 hodin a 57 minut | 2 (15 hodin, 22 minut)      |
| 7 | Šen-čou 18   | Jie Kuang-fu, Li Cchung, Li Kuang-su            | 25. dubna 2024     | 3. listopadu 2024  | 191 dní, 12 hodin, 40 minut  | 2 (14 hodin, 55 minut)      |
| 8 | Šen-čou 19   | Cchaj Sü-če, Sung Ling-tung, Wang Chao-ce       | 30. října 2024     | 29. dubna 2025     | 181 dní, 17 hodin, 0 minut   | 3 (24 hodin, 28 minut)      |
| 9 | Šen-čou 20   | Čchen Tung, Čchen Čung-žuej, Wang Ťie           | 24. dubna 2025     | podzim 2025 (plán) | dosud 39 dní                 | zatím 1 (7 hodin, 59 minut) |

(Zeleným podbarvením je označen pokračující let.)

### Posádka 1
Jako první se ke stanici 17. června 2021 v 07:54 UTC připojila loď Šen-čou 12. Tři členové její posádky – Nie Chaj-šeng, Liou Po-ming a Tchang Chung-po – během tříměsíčního letu pokračovali v montážních a testovacích pracích na stanici a podnikli dva výstupy do volného prostoru v celkové délce 12 hodin a 41 minut. Od stanice se odpojili 16. září 2021 v 00:56 UTC a před odletem provedli testovací přiblížení (bez připojení) ke spodnímu portu modulu Tchien-che.

### Posádka 2
Druhá posádka ve složení Čaj Č’-kang, Wang Ja-pching a Jie Kuang-fu.přiletěla k půlročnímu letu v lodi Šen-čou 13. Ke spodnímu portu modulu Tchien-che se připojila 15. října 2021 ve 22:56 UTC. Sestavu tak poprvé tvořila čtyři tělesa, kromě Šen-čou 13 a modulu Tchien-che také nákladní lodi Tchien-čou 2 a Tchien-čou 3.
Wang se stala první ženou na TSS.
Ve dnech 7. listopadu a 26. prosince 2021 se odehrály dva výstupy do volného prostoru o celkové délce 12 hodin a 36 minut. První z výstupů absolvoval kosmonaut Čaj Č’-kang a kosmonautka Wang Ja-pching 7. listopadu 2021 od 10:51 UTC do 17:16 UTC, trval tedy 6 hodin a 25 minut. Dvojice namontovala dodatečné komponenty na robotickou ruku stanice a použila ji k nácviku manévrů, ověření jejích schopností a kompatibility s potřebami astronautů během výstupů do volného prostoru. Prověřila také bezpečnost a výkonnost podpůrných zařízení při výstupech otestovala funkce nového typu skafandrů. Pro Čaje šlo už o druhý výstup v kariéře, ale Wang se volného prostoru vydala poprvé, současně šlo o vůbec první výstup kosmonautky v historii čínského vesmírného programu. Druhý výstup zahájil Jie Kuang-fu 26. prosince 2021 otevřením průlezu přechodové komory modulu Tchien-che v 10:44 UTC a poté, co se k němu připojil velitel mise Čaj Č’-kang, společně upravili umístění panoramatické kamery, aby její záběr lépe pokrýval vnějšek stanice. Podle programu výstupu také nainstalovali na robotické rameno stanice plošinu pro připoutání nohou a vyzkoušeli různé metody pohybu objektů vně stanice, a to právě i pomocí robotického ramene, kterým budou přesouvány dva budoucí vědecké moduly. Výstup o délce 6 hodin a 11 minut byl ukončen v 16:55 UTC.
Posádka také 5. ledna 2022 provedla test manipulace celými moduly s využitím robotické paže stanice – s její pomocí odpojili ve 22:12 UTC nákladní loď Tchien-čou 2 od hlavního modulu Tchien-che a po zkušebním posunu směrem k jednomu z bočních portů ji ve 22:59 UTC připojili zpět k původnímu portu. A hned o dva dny později, 7. ledna 2021, se Tchien-čou 2 oddělila znovu a odletěla do vzdálenosti 200 metrů, odkud ji posádka ze stanice s pomocí dálkového ovládání opětovně připojila na stejné místo. Asi dvouhodinový test skončil v 23:55 UTC.
Posádka také, jako první v historii čínské kosmonautiky oslavila na palubě stanice čínský nový rok. Významné místo v programu měly také dvě přednášky pro čínské studenty. První se odehrála se 9. prosince 2021 a trojice při ní předvedla během třičtvrtěhodinové v televizní lekce sérii pokusů demonstrujících chování látek a předmětů v beztížném stavu. Druhé vysílání do vybraných tří školních tříd v Pekingu, Lhase a Sin-ťiangu se uskutečnilo 23. března 2022 a i tentokrát studenti mohli vidět několik vědeckých experimentů, např. krystalizaci přesyceného roztoku, demonstraci kapalného mostu, separaci vody a oleje nebo házení předmětů v podmínkách nulové gravitace, a na závěr mohli posádce položit několik otázek.
Třetí vzdělávací akce během spojení mezi stanicí a Zemí nebyla zaměřená na čínské, ale na americké studenty, kteří mohli pokládat otázky kosmonautům 9. dubna 2022 od 19:00 UTC na čínském velvyslanectví v USA ve Washingtonu, D.C. Na akci, kterou oficiálně vedl čínský velvyslanec ve Spojených státech Čchin Kang, zazněly také předem nahrané poznámky Elona Muska ohledně možností budou spolupráce lidstva ve vesmíru.
Loď Šen-čou 13 se po splnění programu druhé posádky odpojila od stanice 15. dubna 2022 v 16:44 UTC a po pěti obletech a příslušných orbitálních manévrech přistála v čínské oblasti Vnitřní Mongolsko 16. dubna 2022 v 01.56:49 UTC. Dosud nejdelší let v historii čínské kosmonautiky tak trval 182 dní, 9 hodin a 33 minut.

### Posádka 3
Třetí posádka TSS ve složení Čchen Tung, Liou Jang a Cchaj Sü-če ke stanici dorazila 5. června 2022. Loď Šen-čou 14 se ke spodnímu (nadir) portu modulu Tchien-che se připojila v 09:42 UTC a trojice kosmonautů vstoupila na palubu stanice ve 12:50 UTC.
Hlavním úkolem zhruba půlroční expedice je dohlédnout na připojení nových modulů Wen-tchien a Meng-tchien a provést základní kroky pro jejich integraci s Tchien-che, jádrovým modulem stanice, který kolem Země obíhá už od dubna 2021. První z nových modulů, jejichž připojením se zhruba ztrojnásobí hmotnost i vnitřní prostor stanice, přiletěl v červenci 2022 k přednímu portu modulu Tchien-che a 30. září 2022 byl pomocí robotického ramene přemístěn k pravému portu. Plná integrace Wen-tchienu s modulem Tchien-che si vyžádá dva až tři výstupy posádky stanice do volného prostoru. Podobně posádka přesune také druhý z modulů, který ke stanici dorazil 31. října 2022. 
Posádka pokračovala také v programu televizních lekcí pro čínské žáky a studenty zahájeném předchozími posádkami, a to přímo z nového modulu Wen-tchien; celkem 3. živě vysílaná hodina fyziky z TSS se uskutečnila 12. října 2022 od 7:45 UTC a zapojili se do ní žáci z hlavní učebny v Čínské akademii věd a ze 3 dalších tříd celé Číně. 
Posádka 3. prosince 2022 vůbec poprvé v historii TSS předala stanici přímo svým následovníkům, kteří přiletěli v lodi Šen-čou 15 29. listopadu 2022. A 4. prosince 2022 v 03:01 UTC se loď Šen.čou 14 od stanice odpojila a zamířila zpět na Zemi, kde přistála o 9 hodin později.

### Posádka 4
Další tři kosmonauti – Fej Ťün-lung, Teng Čching-ming a Čang Lu – se připojili k přednímu portu modulu Tchien-che 29. listopadu 2022 ve 21:42 UTC v lodi Šen-čou 15 a na palubu stanice vstoupili téhož dne ve 23:33 UTC. Stali se tak účastníky prvního setkání hned 6 čínských kosmonautů v kosmu, které trvalo až do 4. prosince, kdy se loď Šen-čou 14 s předchozí Posádkou 3 odpojila od stanice a vrátila se na Zemi.
Protože šlo o poslední plánovanou misí pro budování Vesmírné stanice Tchien-kung,  bylo jejím hlavním úkolem dokončení integrace laboratorních modulů Wen-tchien a Meng-tchien  připojených v roce 2022 k jádrovému modulu Tchien-che. Fej, Teng a Čang také měli v plánu vědecký program čítající na sto experimentů v obou nových modulech. Společně s úkolem programu další údržby a oprav je čekaly výstupy do volného prostoru, které velitel Fei před startem označil jako "náročnější" a "složitější" než předchozí výstupy z TSS.
Posádka 4 také jako první 19. května využila experimentální nákladovou přechodovou komoru v zadní části modulu Meng-tchien k umístění nově dovezeného experimentu na vnější stranu stanice bez nutnosti výstupu do volného prostoru. Vědecké vybavení připevnili na vozík, ten po kolejích zavezli do přechodové komory, kterou zevnitř uzavřeli, poté zvenčí otevřeli a vybavení na vozíku vyvezli ven tak, aby ho mohla převzít robotická ruka a umístit na cílovou pozici na povrchu stanice.
Posádka stanici opustila 3. června 2023 ve 13:29 UTC poté, co ji předala 5. posádce. A o devět hodin později, ve 22:33 UTC, úspěšně přistála na zemi.

### Posádka 5
Další dlouhodobá posádka se ke spodnímu portu TSS připojila 30. května 2023 v 08:29 UTC. Tvořili ji veterán Ťing Chaj-pcheng (jako první čínský kosmonaut na 4. misi) a nováčkové Ču Jang-ču a Kuej Chaj-čchao, poslední jmenovaný navíc jako první civilista na palubě čínské kosmické lodi.
Podle společnosti CASC, výrobce lodi Šen-čou 16, bude 5. posádka "podle plánu provádět rozsáhlé testy a experimenty na oběžné dráze v různých oblastech" a od jejích členů se očekává, "že dosáhnou vědeckých úspěchů na vysoké úrovni ve studiu nových kvantových jevů, vysoce přesných prostorově-časově-frekvenčních systémů, ověřování obecné relativity a původu života." Protože integrace tří modulů byla dokončena již předchozí 4. posádkou, je Ťingův tým "posádkou pro aplikační a vývojovou fázi čínské vesmírné stanice".
Během pobytu kosmonauti uskutečnili jeden výstup do volného prostoru a ze stanice odletěli 30. října 2023 ve 12:37 UTC, tedy po pobytu zhruba o měsíc kratším, než bylo zvykem u dřívějších misí.

### Posádka 6
Šestá trojice ke svému dlouhodobému pobytu na stanici přiletěla 26. října 2023. Vojenští piloti Tchang Chung-po, Tchang Šeng-ťie a Ťiang Sin-lin se se svou lodí Šen-čou 17 ke stanici připojili v 09:46 UTC přes přední port jádrového modulu Tchien-che a po nezbytných testech a otevření poklopů v 11:34 UTC vstoupili na její palubu. Po převzetí stanice od předchozího tria kosmonautů zahájili plnění úkolů své mise, k nimž patří provádění vědeckých experimentů a zajišťování údržby stanice, včetně odstranění následků poškození solárních panelů mírně poškozených drobnými částicemi vesmírného odpadu. Tchang Chung-po se stal prvním kosmonautem, který na TSS přiletěl již ke své druhé misi – v roce 2021 byl členem Posádky 1. 
Loď i se svou posádkou odletěla 30. dubna 2024, po předání stanice svým nástupcům.

### Posádka 7
Další tři kosmonauti – Jie Kuang-fu, Li Cchung, Li Kuang-su – na stanici přiletěli 25. dubna 2024. Strávili tam obvyklých 6 měsíců, během nichž v květnu a červenci provedli dva výstupy do volného prostoru kvůli instalaci ochrany před kosmickým smetím na povrch obou vědeckých modulů. Velitel Jie se 25. října 2024 stal prvním z čínských kosmonautů, který ve vesmíru při svých letech strávil celý jeden rok. Sedmá posádka se ve své lodi Šen-čou 18 vrátila zpět na Zemi 3. listopadu 2024, několik dní po příletu svých nástupců.

### Posádka 8
Kosmickou lodí Šen-čou 19 dorazila na stanici 30. října 2024 osmá posádka ve složení Cchaj Sü-če, Sung Ling-tung a Wang Chao-ce. Cchaj přiletěl podruhé, Sung a Wang jako nováčci, Wang navíc jako jediná žena z celé osmnáctičlenné 3. skupiny čínských kosmonautů, která byla vybrána v roce 2020. Také na ně čekal obvyklý mix vědeckých, vzdělávacích a údržbářských úkolů. Cchaj a Sung během pobytu provedli 3 výstupy do volného prostoru, z nichž prvním ustavili nový historický rekord v délce jenotlivého výstupu, 9 hodin a 6 minut. Od stanice se odpojili 29. dubna 2025 a o několik hodin později, 30. dubna, úspěšně přistáli.

### Posádka 9
Devátá posádka na stanici přiletěla 24. dubna 2025. Tvoří ji Čchen Tung, Čchen Čung-žuej a Wang Ťie, kteří na stanici stráví obvyklých 6 měsíců. První dva členové posádky dosud provedli tři výstupy do volného prostoru.  

## Výstupy do volného prostoru

### Seznam výstupů
Celková doba 22 provedených výstupů z TSS dosáhla celkem 131 hodin a 55 minut.
|    | Kosmonauti                      | Posádka        | Začátek výstupu (UTC)     | Konec výstupu (UTC)       | Délka výstupu      | Účel                                                                                                 |
| -- | ------------------------------- | -------------- | ------------------------- | ------------------------- | ------------------ | --- |
| 1  | Liou Po-ming Tchang Chung-po    | 1 (Šen-čou 12) | 4. července 2021, 00:11   | 4. července 2021, 06:57   | 6 hodin, 46 minut  | oživení robotického ramene                                                                           |
| 2  | Liou Po-ming Nie Chaj-šeng      | 1 (Šen-čou 12) | 20. srpna 2021, 00:38     | 20. srpna 2021, 06:33     | 5 hodin, 55 minut  | montážní práce                                                                                       |
| 3  | Čaj Č’-kang Wang Ja-pching      | 2 (Šen-čou 13) | 7. listopadu 2021, 10:51  | 7. listopadu 2021, 17:16  | 6 hodin, 25 minut  | doplnění a testování robotického ramene                                                              |
| 4  | Čaj Č’-kang Jie Kuang-fu        | 2 (Šen-čou 13) | 26. prosince 2021, 10:44  | 26. prosince 2021, 16:55  | 6 hodin, 11 minut  | nastavení venkovní kamery a testování robotického ramene                                             |
| 5  | Čchen Tung Liou Jang            | 3 (Šen-čou 14) | 1. září 2022, 10:26       | 1. září 2022, 16:33       | 6 hodin, 7 minut   | test nové přechodové komory, instalace vybavení, testování robotického ramene                        |
| 6  | Čchen Tung Cchaj Sü-če          | 3 (Šen-čou 14) | 17. září 2022, 05:35      | 17. září 2022, 09:47      | 4 hodiny, 12 minut | montážní práce a test záchranné operace                                                              |
| 7  | Čchen Tung Cchaj Sü-če          | 3 (Šen-čou 14) | 17. listopadu 2022, 03:16 | 17. listopadu 2022, 08:50 | 5 hodin, 34 minut  | montážní práce na nových modulech                                                                    |
| 8  | Fej Ťün-lung Čang Lu            | 4 (Šen-čou 15) | 9. února 2023, 09:10      | 9. února 2023, 16:16      | 7 hodin, 6 minut   | montážní práce na nových modulech                                                                    |
| 9  | Fej Ťün-lung Čang Lu            | 4 (Šen-čou 15) | 2. března 2023            | 2. března 2023            | nezveřejněno       | nezveřejněno                                                                                         |
| 10 | Fej Ťün-lung Čang Lu            | 4 (Šen-čou 15) | 30. března 2023           | 30. března 2023           | nezveřejněno       | nezveřejněno                                                                                         |
| 11 | Fej Ťün-lung Čang Lu            | 4 (Šen-čou 15) | 15. dubna 2023            | 15. dubna 2023            | nezveřejněno       | nezveřejněno                                                                                         |
| 12 | Ťing Chaj-pcheng Ču Jang-ču     | 5 (Šen-čou 16) | 20. července 2023, ~05:40 | 20. července 2023, ~13:40 | ~8 hodin           | instalace kamer a dalšího vybavení na modulech Tchien-che a Meng-tchien                              |
| 13 | Tchang Chung-po Tchang Šeng-ťie | 6 (Šen-čou 17) | 21. prosince 2023, ~06:05 | 21. prosince 2023, ~13:35 | ~7 hodin, 30 minut | mimo jiné oprava jednoho pole solárních panelů po poškození zásahem mikrometeoritu                   |
| 14 | Tchang Chung-po Ťiang Sin-lin   | 6 (Šen-čou 17) | 1. března 2024, 21:40     | 2. března 2024, 05:32     | 7 hodin, 52 minut  | dokončení opravy solárních panelů                                                                    |
| 15 | Jie Kuang-fu Li Kuang-su        | 7 (Šen-čou 18) | 28. května 2024, 02:35    | 28. května 2024, 10:58    | 8 hodin, 23 minut  | instalace ochrany před kosmickým odpadem na modul Meng-tchien                                        |
| 16 | Jie Kuang-fu Li Cchung          | 7 (Šen-čou 18) | 3. července 2024, 08:18   | 3. července 2024, 14:51   | 6 hodin, 32 minut  | instalace ochrany před kosmickým odpadem na modul Wen-tchien                                         |
| 17 | Cchaj Sü-če Sung Ling-tung      | 8 (Šen-čou 19) | 17. prosince 2024, 04:51  | 17. prosince 2024, 13:57  | 9 hodin, 6 minut   | instalace ochrany stanice před kosmickým odpadem, nejdelší výstup do vesmíru v historii kosmonautiky |
| 18 | Cchaj Sü-če Sung Ling-tung      | 8 (Šen-čou 19) | 20. ledna 2025, 08:55     | 20 ledna 2025, 17:12      | 8 hodin, 17 minut  | instalace dalších prvků ochrany stanice před kosmickým odpadem                                       |
| 19 | Cchaj Sü-če Sung Ling-tung      | 8 (Šen-čou 19) | 21. března 2025, 05:45    | 21. března 2025, 12:50    | 7 hodin, 5 minut   | instalace ochrany stanice a obsluha vědeckých experimentů na vnějším povrchu                         |
| 20 | Čchen Tung Čchen Čung-žuej      | 9 (Šen-čou 20) | 22. května 2025, 00:50    | 22. května 2025, 08:49    | 7 hodin, 59 minut  | instalace dalších prvků ochrany stanice a rutinní inspekce a údržba vybavení                         |
| 21 | Čchen Tung Čchen Čung-žuej      | 9 (Šen-čou 20) | 26. června 2025, 07:04    | 26. června 2025, 13:29    | 6 hodin, 25 minut  | další ochranný štít proti kosmickému smetí, kontrola a instalace vybavení pro práci mimo stanici.    |
| 22 | Čchen Tung Wang Ťie             | 9 (Šen-čou 20) | 15. srpna 2025, ~08:17    | 15. srpna 2025, 14:47     | 6 hodin, ~30 minut | stejný program jako v předchozích dvou případech                                                     |

### Informace k výstupům
Liou Po-ming a Tchang Chung-po z letu Šen-čou 12 uskutečnili 4. července 2021 výstup do volného prostoru, druhý v historii čínského kosmického programu a současně druhý pro Liu Po-minga – ten první v roce 2008 z lodi Šen-čou 7 trval pouze 22 minut a jeho hlavním cílem byl televizní záběr na kosmonauty ve skafandrech s čínskou vlajkou. Tentokrát šlo o skutečný, pracovně zaměřený výstup, při němž kosmonauti uvedli do provozu robotické rameno o délce 10,2 metru, nainstalovali na něj pracovní plošinu a opěrky nohou a cvičili práci s ramenem. Kromě toho testovali kosmické obleky nové generace a zprovoznili panoramatickou kameru. Výstup začal v 00:11 UTC otevřením přechodové komory modulu Tchien-che a skončil v 06:57 UTC. Vycházka tak trvala bezmála sedm hodin.
Druhý výstup uskutečnil Liou Po-ming uskutečnil společně Nie Chaj-šengem 20. srpna 2021. Instalovali při něm řadu zařízení vně stanice. Nejprve na robotickou ruku připevnili zádržný systém pro nohy a plošinu, která jim pak pomohla přepravovat další vybavení po povrchu stanice. Nainstalovali záložní čerpadlo klimatizačního systému a připevnili také držák na panoramatickou kameru poblíž průlezu, který pomůže zlepšit výhled na vesmírnou stanici. Výstup začal v 00:38 UTC otevřením poklopu přechodové komory a oba kosmonauti se do modulu se vrátili zhruba o hodinu dříve, než bylo plánováno, tedy v 06:33 UTC. Jejich výstup tak trval 5 hodin a 55 minut.
Ke třetímu výstupu se ze stanice vydali členové druhé posádky, kosmonaut Čaj Č’-kang a kosmonautka Wang Ja-pching. Výstup začal v 7. listopadu 2021 v 10:51 UTC a skončil v 17:16 UTC, trval tedy 6 hodin a 25 minut. Dvojice namontovala dodatečné komponenty na robotickou ruku stanice a použila ji k nácviku manévrů, ověření jejích schopností a kompatibility s potřebami astronautů během výstupů do volného prostoru. Prověřila také bezpečnost a výkonnost podpůrných zařízení při výstupech otestovala funkce nového typu skafandrů. Pro Čaje šlo už o druhý výstup v kariéře, ale Wang se volného prostoru vydala poprvé, současně šlo o vůbec první výstup kosmonautky v historii čínského vesmírného programu.
Další výstup do volného prostoru, už druhý během pobytu posádky lodi Šen-čou 13, se odehrál 26. prosince 2021. Jie Kuang-fu zahájil výstup otevřením průlezu přechodové komory modulu Tchien-che v 10:44 UTC a poté, co se k němu připojil velitel mise Čaj Č’-kang společně upravili umístění panoramatické kamery, aby její záběr lépe pokrýval vnějšek stanice. Podle programu výstupu také nainstalovali na robotické rameno stanice plošinu pro připoutání nohou a vyzkoušeli různé metody pohybu objektů vně stanice, a to právě i pomocí robotického ramene, kterým budou přesouvány dva budoucí vědecké moduly. Výstup o délce 6 hodin a 11 minut byl ukončen v 16:55 UTC.
První výstup 3. posádky (Šen-čou 14) uskutečnili 1. září 2022 od  10:26 do 16:33 UTC Liou Jang a Čchen Tung. K výstupu vůbec poprvé použili přechodovou komoru nového modulu Wen-tchien, jejíž plná funkčnost byla během výstupu ověřena, stejně jako schopnost kosmonautů spolupracovat s malou robotickou rukou připojenou k modulu. Liou a Čchen také instalovali čerpací agregát a panoramatickou kameru a vyzkoušeli si nouzový návrat.
Druhý výstup 3. posádky byl nejkratším ze šesti dosavadních výstupů, trval 4 hodiny a 12 minut. Čchen Tung a Cchaj Sü-če otevřeli průlez z modulu Wen-tchien 17. září 2022 v 05:35 UTC a s pomocí menší robotické ruky nainstalovali několik madel pro pohyb po povrchu modulu a sadu venkovních čerpadel. Ověřili také schopnost záchranné operace mimo modul. Výstup skončil v 09:47 UTC.
Třetí posádka se, na rozdíl od dvou předchozích, dočkala ještě třetího výstupu z modulu Wen-tchien. Odehrál se 17. července 2022 od 03:16 do 08:50 UTC a trval 5 hodin a 34 minut. Čchen Tung a Cchaj Sü-če dokončili mechanické propojení modulů Meng-tchien a Tchien-che, instalovali panoramatickou kameru a oživili elektrickou část robotického manipulátoru.
První výstup čtvrté posádky se odehrál 9. února 2023 a se 7 hodinami a 6 minutami délky byl dosud nejdelším výstupem. Fej Ťün-lung a Čang Lu při něm splnili řadu úkolů včetně instalace pomocných čerpadel a dalšího zařízení na vnější povrch modulů. Výstup zahájili v 09:10 UTC a zakončili v 16:16 UTC.
Ve stejném složení se 2. března 2023 uskutečnil také druhý výstup posádky 4. CMS pouze bez dalších detailů oznámil, že Fej a Čang úspěšně dokončili všechny naplánované úkoly a bezpečně se vrátili do kabiny Wen-tchien. Podobně skoupá na informace byla oficiální místa také u třetího výstupu obou kosmonautů, který se odehrál 30. března 2023. U čtvrtého výstupu 15. dubna úřad pro pilotované lety zveřejnil alespoň informaci, že oba kosmonauti úspěšně dokončili instalaci rozšířeného čerpacího agregátu na modulu Meng-tchien,  instalaci a připojení kabelů a podpěrných tyčí vně kabiny.
Jediný výstup 5. posádky přišel na řadu až koncem třetího měsíce jejího pobytu na stanici. CMS informoval, že Ťing Chaj-pcheng a Ču Jang-ču dokončili svou přibližně osmihodinovou aktivitu mimo stanici 20. července 2023 ve 13:40 UTC, zatímco jejich třetí kolega Kuej Chaj-čchao jim asistoval zevnitř Tiangongu pomocí robotické paže. Kosmonauti dokončili všechny zadané úkoly, zejména v instalaci a zprovoznění panoramatických kamer na vnější straně modulů Tchien-che a Meng-tchien .
První výstup 6. posádky absolvovali Tchang Chung-po a Tchang Šeng-ťie 21. prosince 2023. Kolem 7,5 hodiny trvající výstup ukončili v 13:34 UTC a využili jej mimo jiné k opravě jednoho ze solárních polí základního modulu Tchien-che, které bylo dříve poškozeno zásahem meteoritu.
Na další otevření poklopu přechodové komory modulu Wen-tchien si 6. posádka počkala až do 1. března 2024, 21:40 UTC. Velitele Tchang Chung-po tentokrát doprovodil třetí člen posádky Ťiang Sin-lin. Celkem 7 hodin a 52 minut trvající výstup (do 2. března, 05:32 UTC) věnovali kromě dokončení opravy a údržby fotovoltaických panelů také inspekci ostatních vnějších částí základního modul Tchien-che.
Sedmá posádka svůj první, ale dosavadní nejdelší čínský výstup do vesmíru zahájila otevřením poklopu přechodové komory 28. května 2024 v 02:35 UTC. Jie Kuang-fu a Li Kuang-su podle oficiální zprávy pracovali na několika úkolech včetně instalace zařízení na ochranu před kosmickým odpadem na modulu Meng-tchien. Výstup ukončili po 8 hodinách a 23 minutách v 10:58 UTC. Jie tak absolvoval již druhý výstup (první podnikl během svého působení v 2. posádce 26. prosince 2021).  
Celkem již 16. výstup z TSS uskutečnili 3. července 2024 od 08:19 do 14:51 UTC kosmonauti Jie Kuang-fu a Li Cchung. Pokračovali v instalaci ochrany před vesmírným odpadem, přičemž na modulu Wen-tchien zabezpečili venkovní kabely, potrubí a další kritické součásti vybavení. S pomocí Li Kuang-su, který zevnitř obsluhoval robotickou paži stanice, také provedli inspekci solárních panelů.
První výstup 8. posádky a celkově 17. v historii TSS provedli Cchaj Sü-če a Sung Ling-tung 17. prosince 2024 mezi 04:51 a 13:57 UTC. S pomocí robotického ramene zejména pokračovali v instalaci zařízení na ochranu vesmírné stanice před kosmickým smetím. Také zkontrolovali vybavení a zařízení na vnějším povrchu stanice a splnili další úkoly. Jejich výstup se svou délkou 9 hodin a 6 minut stal nejdelším v historii kosmonautiky. Dosavadními držiteli tohoto rekordu byli američtí astronauti James Voss a Susan Helmsová, kteří 11. března 2001 vystoupili z Mezinárodní vesmírné stanice jako členové Expedice 2 na 8 hodin a 56 minut.
Oba kosmonauti společně během svého letu absolvovali ještě dva výstupy s podobným programem. Výstup 20. ledna 2025 začal v 08:55 UTC a skončil v 17:12 UTC, trval tedy 8 hodin a 17 minut. Astronauti umístili na vnější povrch stanice prvky ochrany před vesmírným odpadem. Další úkoly agentura CMSA nezveřejnila.  Výstup 21. března se uskutečnil mezi 05:45 a 12:50 UTC a trval tedy 7 hodin a 5 minut. Oba kosmonauti při něm kromě dokončení instalace vnější ochrany stanice také obsloužili experimenty umístěné na povrchu stanice. Cchaj tak zvýšil počet svých výstupů na 5 Sung na 3.
Další, celkem 20. výstup z TSS již podnikli členové následující 9. posádky, Čchen Tung a Čchen Čung-žuej. Výstup z modulu Tchien-che zahájili 22. května 2025 v 00:50 UTC a ukončili ho o 7 hodin a 59 minut později, v 08:49 UTC. S pomocí robotického ramene stanice umístili ochrannou plachtu proti kosmickému smetí a provedli běžnou údržbu a kontrolu povrchu stanice a umístěných zařízení.
Čchen Tung a Čchen Čung-žuej se podruhé mimo stanici vydali 26. června 2025. Mezi otevřením poklopu v 07:04 UTC a jeho uzavřením ve 13:29 strávili ve volném prostoru 6 hodin a 25 minut. I tentokrát přidali další ochranný štít proti vesmírnému smetí, ale kromě toho zkontrolovali a nainstalovali vybavení pro práci mimo stanici – automatické adaptéry pro uchycení nohou a rozhraní na robotické platformě. Díky tomu bude možné zkrátit následující výstupy do vesmíru přibližně o 40 minut.
Čchen Tung stanici opustil ještě jednou, 15. srpna 2025, společníkem mu ale protentokrát byl Wang Ťie. Během 6 a půl hodiny se i tentokrát věnovali instalaci prvků ochrany proti vesmírnému smetí a pomocných zařízení pro práci ve volném prostoru. Provedli také kontrolu a údržbu vnějšího vybavení TSS.  Dvojice přitom poprvé použila zcela nové skafandry pro výstupy mimo stanici které na oběžnou dráhu v červenci 2025 dopravila nákladní loď Tchien-čou 9 a které kosmonauti několik dní před vstupem zkontrolovali. Oproti starým vesmírným oblekům, které posloužily při celkem 21 výstupech, mají nové skafandry podle čínské strany delší životnost, zvýšenou bezpečnost a spolehlivost i snadnější ovládání a údržbu. Pro Čchena šlo o šestý výstup do vesmíru, tohoto počtu dosáhl jako první z čínských kosmonautů. Mimo stanici pobyl celkem 36 hodin a 47 minut.   

## Zásobovací lety
Zásobování stanice zajišťují v automatickém režimu nákladní lodi Tchien-čou, schopné vynést na oběžnou dráhu až 6 500 kg nákladu.
Jako první se 29. května 2021 k TSS připojila loď Tchien-čou 2. Na stanici přivezla kromě 2 tun paliva také potraviny pro první posádku stanice, skafandry pro výstupy do volného prostoru a další materiál. Za přítomnosti Posádky 2 se loď přesunula ze zadního portu modulu Tchien-čou k zadnímu a poté sloužila jako zátěž pro testování robotické paže (5. ledna 2022), pro zkušební odpojení a připojení (7. ledna 2022) a pro další testy. Od stanice se definitivně oddělila 27. března 2022.
Druhá nákladní loď – Tchien-čou 3 – přiletěla ke stanici 20. září 2021, pouhých sedm hodin po startu, a přivezla kromě paliva a potravin také náhradní skafandry. V dubnu se automaticky přemístila od zadního portu modulu Tchie-che k modulu přednímu. Podruhé se od stanice odpojila 17. července 2022, aby uvolnila přední port pro přílet modulu Wen-tchien o týden později.
Tchien-čou 4 jako třetí zásobovací let k TSS v květnu 2022 přivezla  asi 1 tunu paliva pro motory stanice a zhruba 5 tun životních potřeby pro budoucí posádku, zařízení pro údržbu vesmírné stanice, vybavení pro vědecký program včetně lednice pro biomedicínský výzkum, semena plodin.
Pátá loď Tchien-čou se ke stanici připojila 12. listopadu 2022 v 04:10 UTC. Na stanici loď dopravila asi 1,4 tuny pohonných látek a 5 tun nákladu včetně zásob pro šestiměsíční pobyt tří členů nadcházející mise Šen-čou 15. Součástí nákladu byly vědecké projekty včetně vědecko-popularizační družice,  systému vodíkových a kyslíkových palivových článků a zařízení pro detekci vysokoenergetických částic se širokým energetickým spektrem.. Tchien-čou 5 se od stanice odpojila 5. května 2023 v 07:26 UTC, aby uvolnila port pro svou nástupkyni. Poté přešla do režimu autonomního letu nedaleko od stanice, v němž vydržela až do 3. června 2023, kdy se od předního portu stanice odpoutala loď Šen-čou 15. K uvolněnému portu se 5. června v 19:10 UTC připojila právě loď Tchien-čou 5 a opětovně tak rozšířila vnitřní prostor stanice.
Tchien-čou 6 přiletěla jako první loď v modifikované verzi s větším objemem hermetizovaného prostoru a s vyšší hmotností dodávky. Po startu 10. května ve 13:22 UTC se ke stanici připojila v 21:16 UTC. Přivezla 7,4 tuny zásob včetně potravin, oblečení a vědeckých experimentů, nechybělo ani 1 750 kg pohonných hmot. Loď se od stanice odpojila 12. ledna 2024 v 08:02 UTC a odletěla do vzdálenosti asi 5 km, kde zůstala, do 17. ledna 2024, dokud nebylo jisté, že ke stanici přiletěla a připojila se další zásobovací lodi, Tchien-čou 7. Tchien-čou 6 pak 18. ledna vzdálila, vypustila jeden univerzitní cubesat a 19. ledna ve 12:37 UTC zanikla při řízeném vstupu do atmosféry nad obvyklou, dopravně nevyužívanou oblastí jižního Tichého oceánu.
Další zásobovací loď, Tchien-čou 7, ke stanici připojila 17. ledna 2024 v 17:46 UTC po 200 minutách od startu ve 14:27:31 UTC téhož dne. Společnost CAST, která loď i raketu vyvinula a vyrobila, se ohledně nákladu omezila na konstatování, že loď nese náklad, který "zahrnuje věci denní potřeby pro astronauty, téměř 100 kilogramů čerstvého ovoce a zeleniny a také vědecké experimenty," dále "údržbářské nástroje, zařízení, spotřební materiál a další zboží". Loď se od stanice odpojila 10. listopadu 2024 v 08:30 UTC a v atmosféře zanikla 18. listopadu 2024 ve 13:25.
Tchien-čou 8 se se stanicí spojila 15. listopadu 2024 v 18:32 UTC. Součástí dopraveného vědeckého materiálu byly také cihly vyrobené z umělé měsíční půdy, které budou na vnějším povrchu po tři roky vystaveny drsnému prostředí otevřeného vesmíru, zejména vakuu, záření a rozdílům teplot. To otestuje vlastnosti tohoto materiálu a možnost jeho využití pro výstavbu Mezinárodní lunární výzkumné stanice (ILRS), jejíž stavbu Čína plánuje na rok 2030. Kosmická loď se od stanice odpojila 8. července 2025 v 07:09 UTC a ještě téhož dne ve 22:46 UTC zanikla v horních vrstvách zemské atmosféry.
Další, už devátá loď  s vylepšeným systémem navigace a orientace se k čerstvě uvolněnému zadnímu portu připojila 15. července 2025 v 00:52 UTC. Podle dostupných informací dopravila na TSS 6,5 tuny zásob vybavení, z čehož byly nejzajímavější položkou dva nové skafandry Fej-tchien pro výstupy do volného prostoru. Ty mají rozšířenou životnost z 15 na 20 použití a jsou určeny k náhradě dosluhujících skafandrů, používaných od zahájení provozu na stanici v roce 2021.

## Připojené kosmické lodi, obsazení portů

### Připojené kosmické lodi s posádkou a nákladní kosmické lodi
Ke stanici se dosud připojilo 9 osobních lodí Šen-čou, které přivezly jednotlivé tříčlenné posádky a zůstaly ke vždy stanici připojeny po celou dobu několikaměsíčního pobytu posádky na stanici. Pro podporu a zásobování posádek ke stanici dorazilo také 7 nákladních lodi Tchien-čou.

### Porty TSS
TSS má v současnosti celkem 5 portů umožňujících připojení jiného kosmického tělesa (kosmické lodě nebo dalšího modulu):
- přední port modulu Tchien-che – port na přídi stanice, mířící ve směru letu
- spodní port modulu Tchien-che – port mířící směrem k Zemi
- pravý port modulu Tchien-che – port mířící vpravo od směru letu; trvale obsazen modulem Wen-tchien
- levý port modulu Tchien-che – port mířící vlevo od směru letu; v budoucnu bude trvale obsazen modulem Meng-tchien
- zadní port modulu Tchien-che – port na zádi

### Obsazení portů
Následující tabulka shrnuje již uskutečněné a plánované pohyby kosmických lodí a modulů (přílety, odlety a přesuny mezi připojovacími porty základního modulu Tchien-che).
| port                                 |        | Tchien-che přední | Tchien-che levý | Tchien-che spodní | Tchien-che pravý | Tchien-che zadní |
| ------------------------------------ | ------ | ----------------- | --------------- | ----------------- | ---------------- | ---------------- |
| 29. května 2021                      | přílet |                   |                 |                   |                  | Tchien-čou 2     |
| 17. června 2021                      | přílet | Šen-čou 12        |                 |                   |                  |                  |
| 16. září 2021                        | odlet  | Šen-čou 12        |                 |                   |                  |                  |
|                                      | (stav) |                   |                 |                   |                  |                  |
| 18. září 2021                        | přesun | Tchien-čou 2 ←    |                 |                   |                  | ← Tchien-čou 2   |
|                                      | (stav) |                   |                 |                   |                  |                  |
| 20. září 2021                        | přílet |                   |                 |                   |                  | Tchien-čou 3     |
| 15. října 2021                       | přílet | [ p. 4 ]          |                 | Šen-čou 13        |                  |                  |
| 27. března 2022                      | odlet  | Tchien-čou 2      |                 |                   |                  |                  |
| 15. dubna 2022                       | odlet  |                   |                 | Šen-čou 13        |                  |                  |
|                                      | (stav) |                   |                 |                   |                  |                  |
| 19. a 20. dubna 2022                 | přesun | Tchien-čou 3 ←    |                 |                   |                  | ← Tchien-čou 3   |
|                                      | (stav) |                   |                 |                   |                  |                  |
| 10. května 2022                      | přílet |                   |                 |                   |                  | Tchien-čou 4     |
| 5. června 2022                       | přílet |                   |                 | Šen-čou 14        |                  |                  |
| 17. července 2022                    | odlet  | Tchien-čou 3      |                 |                   |                  |                  |
|                                      | (stav) |                   |                 |                   |                  |                  |
| 24. července 2022                    | přílet | Wen-tchien        |                 |                   |                  |                  |
| 30. září 2022                        | přesun | Wen-tchien →      |                 |                   | → Wen-tchien     |                  |
|                                      | (stav) |                   |                 |                   |                  |                  |
| 31. října 2022                       | přílet | Meng-tchien       |                 |                   |                  |                  |
| 3. listopadu 2022                    | přesun | Meng-tchien →     | → Meng-tchien   |                   |                  |                  |
| 9. listopadu 2022                    | odlet  |                   |                 |                   |                  | Tchien-čou 4     |
|                                      | (stav) |                   |                 |                   |                  |                  |
| 12. listopadu 2022                   | přílet |                   |                 |                   |                  | Tchien-čou 5     |
| 29. listopadu 2022                   | přílet | Šen-čou 15        |                 |                   |                  |                  |
| 4. prosince 2022                     | odlet  |                   |                 | Šen-čou 14        |                  |                  |
| 5. května 2023                       | přesun |                   |                 |                   |                  | ← Tchien-čou 5   |
|                                      | (stav) |                   |                 |                   |                  |                  |
| 10. května 2023                      | přílet |                   |                 |                   |                  | Tchien-čou 6     |
| 30. května 2023                      | přílet |                   |                 | Šen-čou 16        |                  |                  |
| 3. června 2023                       | odlet  | Šen-čou 15        |                 |                   |                  |                  |
|                                      | (stav) |                   |                 |                   |                  |                  |
| 5. června 2023                       | přesun | Tchien-čou 5 ←    |                 |                   |                  |                  |
| 11. září 2023                        | odlet  | Tchien-čou 5      |                 |                   |                  |                  |
|                                      | (stav) |                   |                 |                   |                  |                  |
| 26. října 2023                       | přílet | Šen-čou 17        |                 |                   |                  |                  |
| 30. října 2023                       | odlet  |                   |                 | Šen-čou 16        |                  |                  |
| 12. ledna 2024                       | odlet  |                   |                 |                   |                  | Tchien-čou 6     |
|                                      | (stav) |                   |                 |                   |                  |                  |
| 17. ledna 2024                       | přílet |                   |                 |                   |                  | Tchien-čou 7     |
| 25. dubna 2024                       | přílet |                   |                 | Šen-čou 18        |                  |                  |
| 30. dubna 2024                       | odlet  | Šen-čou 17        |                 |                   |                  |                  |
|                                      | (stav) |                   |                 |                   |                  |                  |
| 30. října 2024                       | přílet | Šen-čou 19        |                 |                   |                  |                  |
| 3. listopadu 2024                    | odlet  |                   |                 | Šen-čou 18        |                  |                  |
| 10. listopadu 2024                   | odlet  |                   |                 |                   |                  | Tchien-čou 7     |
|                                      | (stav) |                   |                 |                   |                  |                  |
| 15. listopadu 2024                   | přílet |                   |                 |                   |                  | Tchien-čou 8     |
| 24. dubna 2025                       | přílet |                   |                 | Šen-čou 20        |                  |                  |
| 29. dubna 2025                       | odlet  | Šen-čou 19        |                 |                   |                  |                  |
| 8. července 2025                     | odlet  |                   |                 |                   |                  | Tchien-čou 8     |
|                                      | (stav) |                   |                 |                   |                  |                  |
| 15. července 2025                    | přílet |                   |                 |                   |                  | Tchien-čou 9     |
| SOUČASNOST                           | (stav) |                   | Meng-tchien     | Šen-čou 20        | Wen-tchien       |                  |
| říjen nebo listopad 2025 (plánováno) | přílet | Šen-čou 21        |                 |                   |                  |                  |
| říjen nebo listopad 2025 (plánováno) | odlet  |                   |                 | Šen-čou 20        |                  |                  |

Legenda:
← a → označuje směr přesunu lodi k jinému portu
kurzívou jsou uvedeny plánované události

### Vývoj stanice

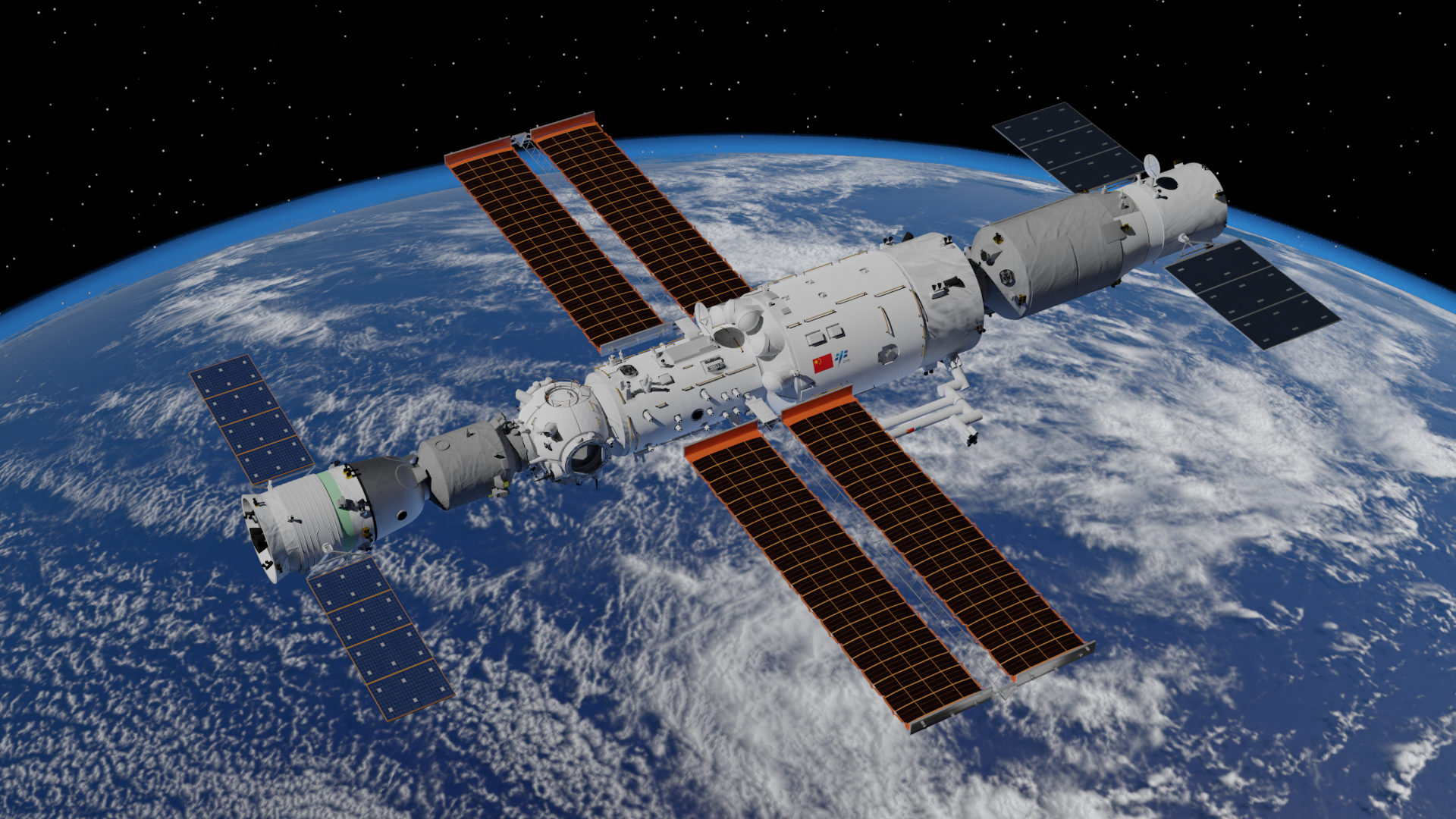
Model sestavy stanice během pobytu první posádky v létě 2021. Zleva Šen-čou 12, základní modul Tchien-che a nákladní loď Tchien-čou 2
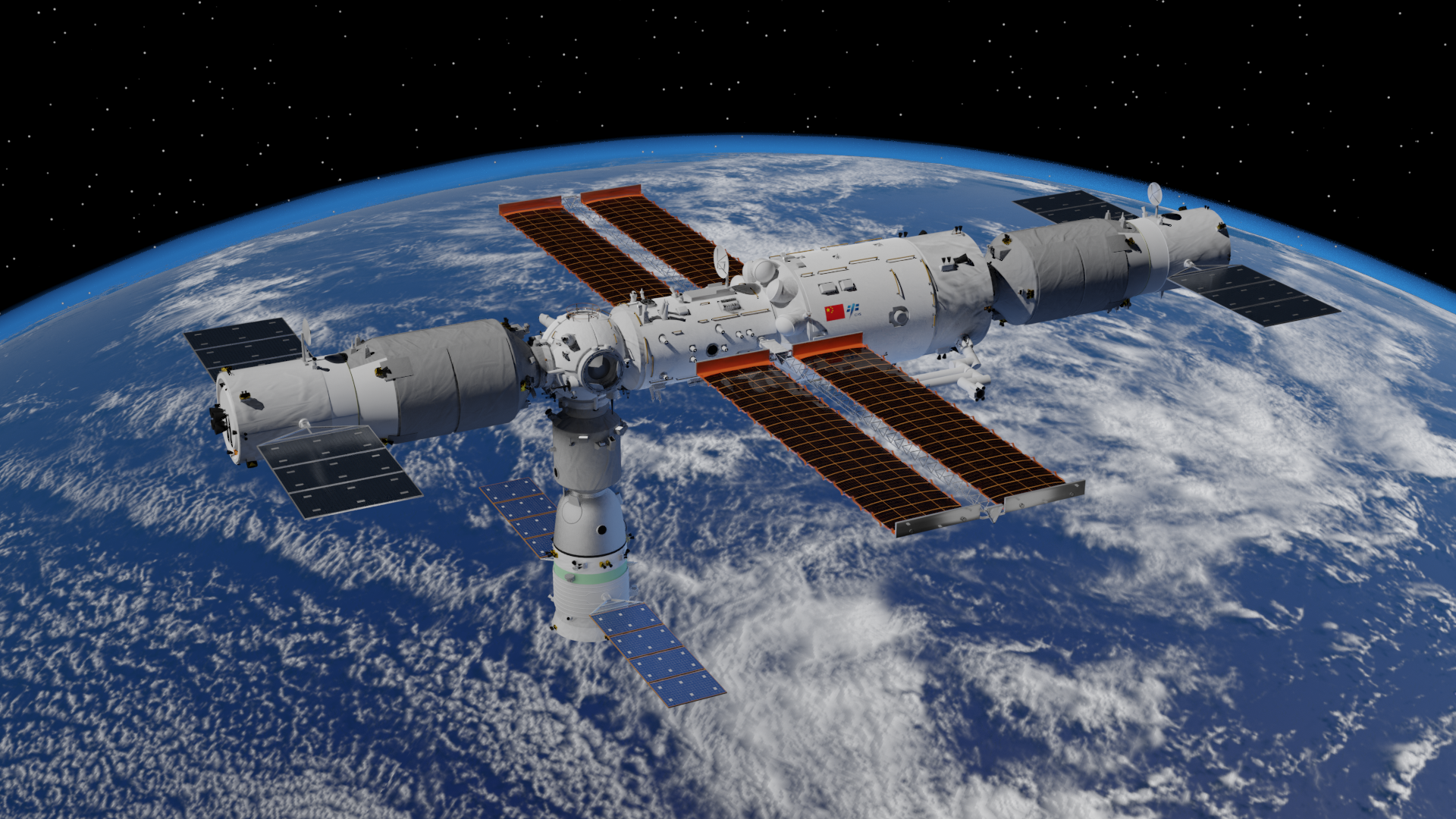
Model sestavy stanice během přítomnosti Posádky 2 od října 2021. Zleva nákladní loď Tchien-čou 2, základní modul Tchien-che a nákladní loď Tchien-čou 2, zdola kolmo dopravní loď Šen-čou 13.
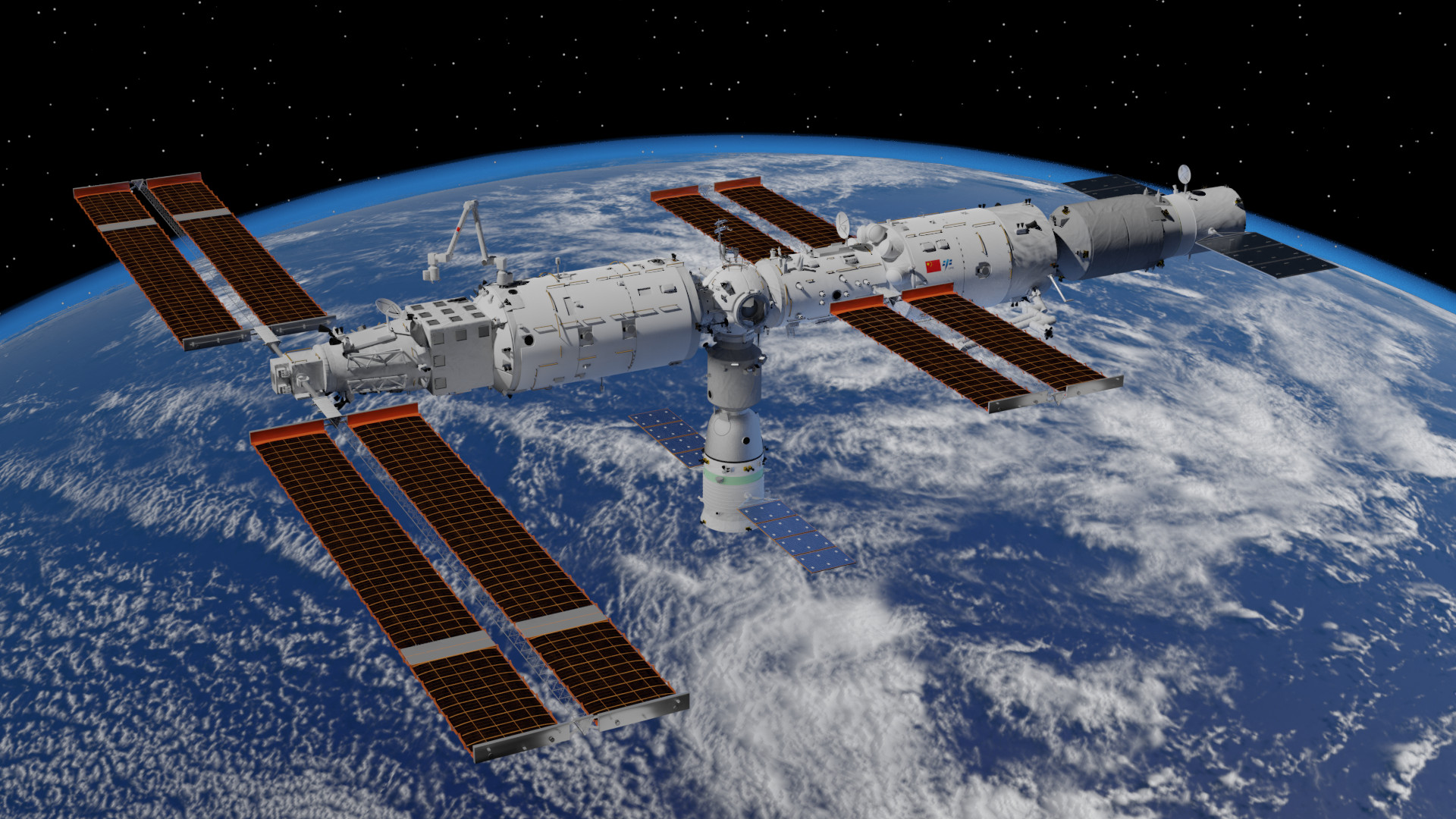
Model sestavy stanice v létě 2022. Zleva nový modul Wen-tchien, základní modul Tchien-che a nákladní loď, Tchien-čou 14, zdola kolmo dopravní loď Šen.čou 14.
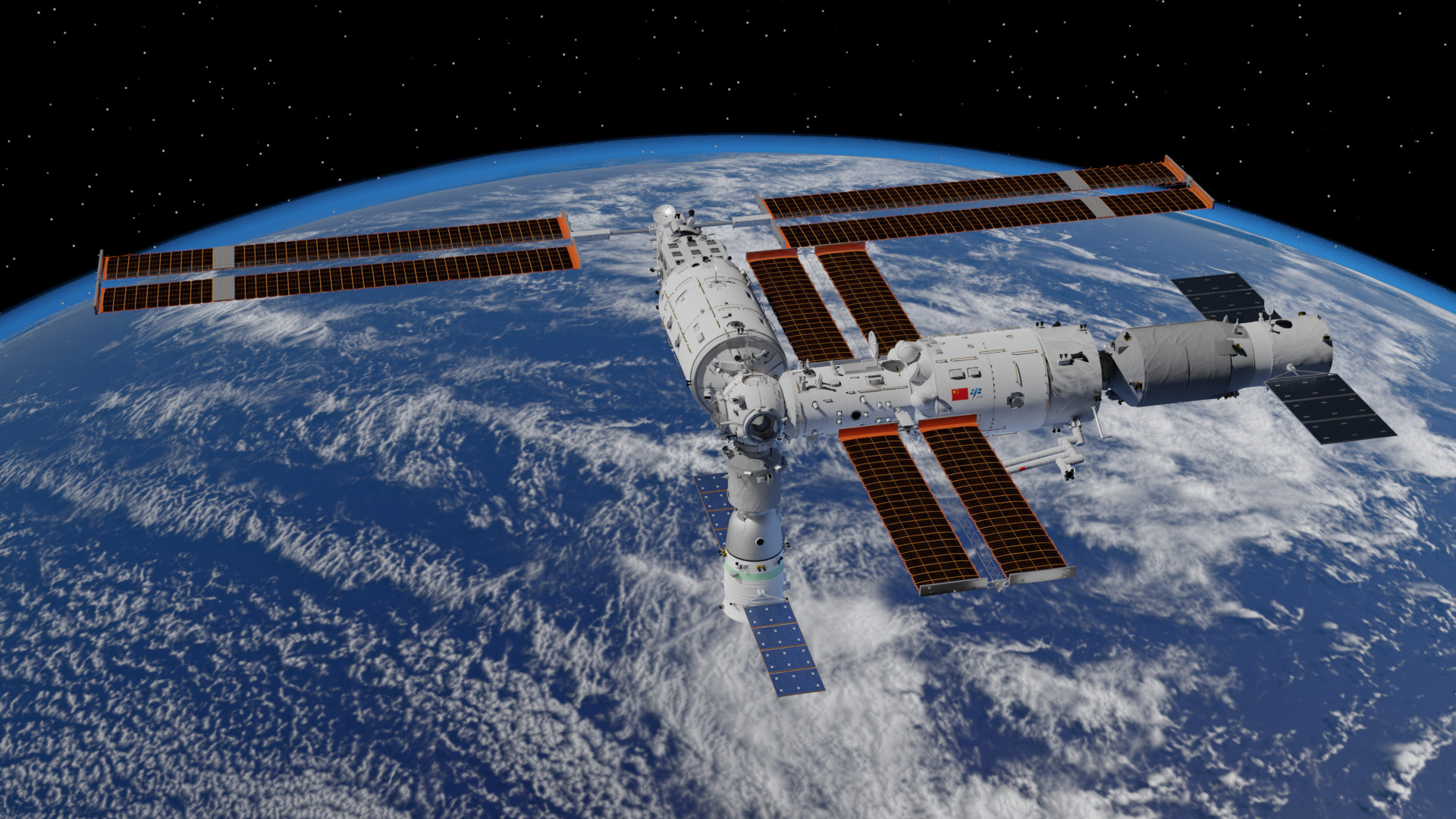
Model sestavy stanice po přesunu modulu Wen-tchien z předního na pravý port modulu Tchien-che 30. září 2022
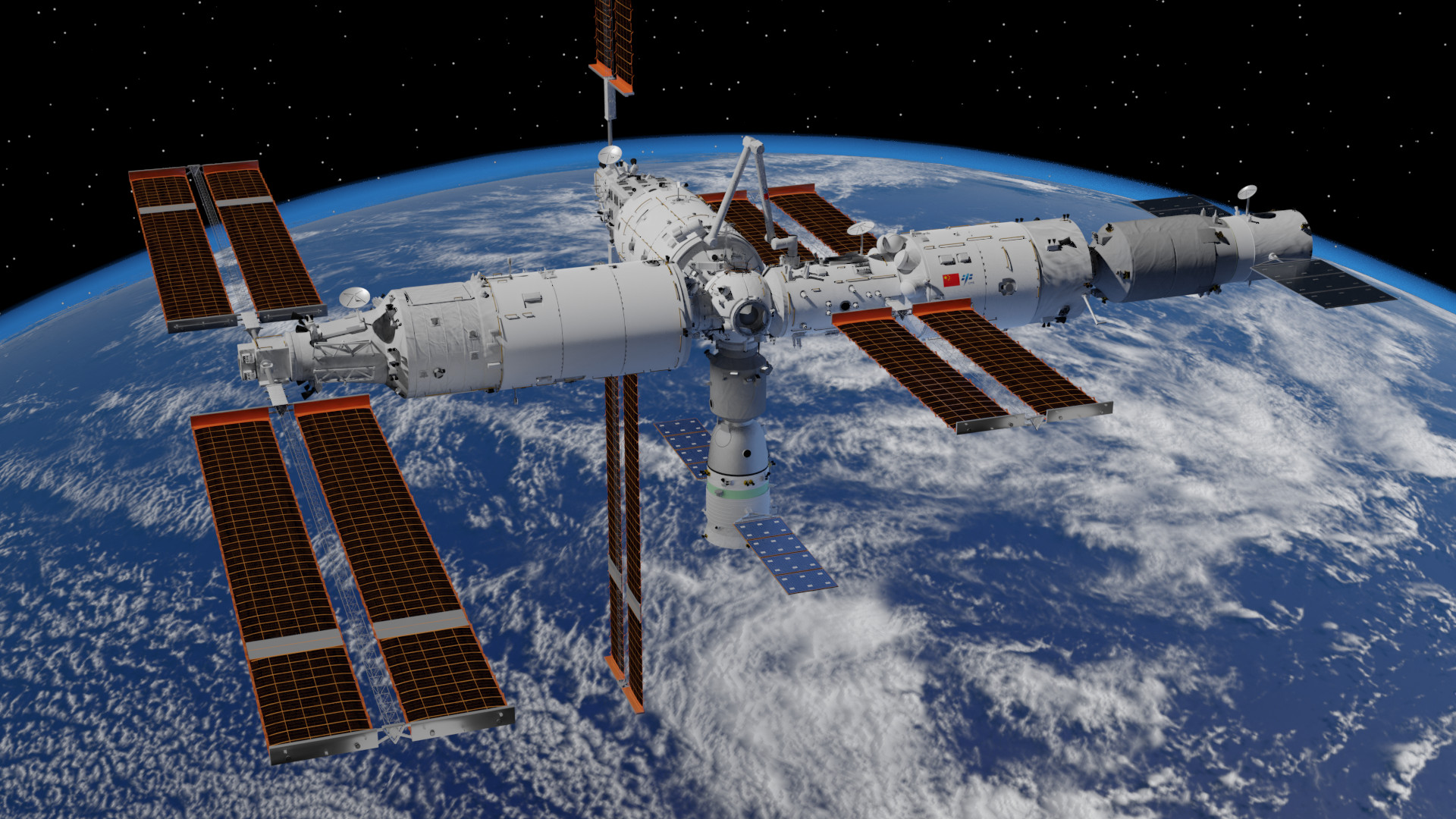
Model sestavy stanice po připojení nového modulu Menh-tchien (vlevo) 31. října 2022.
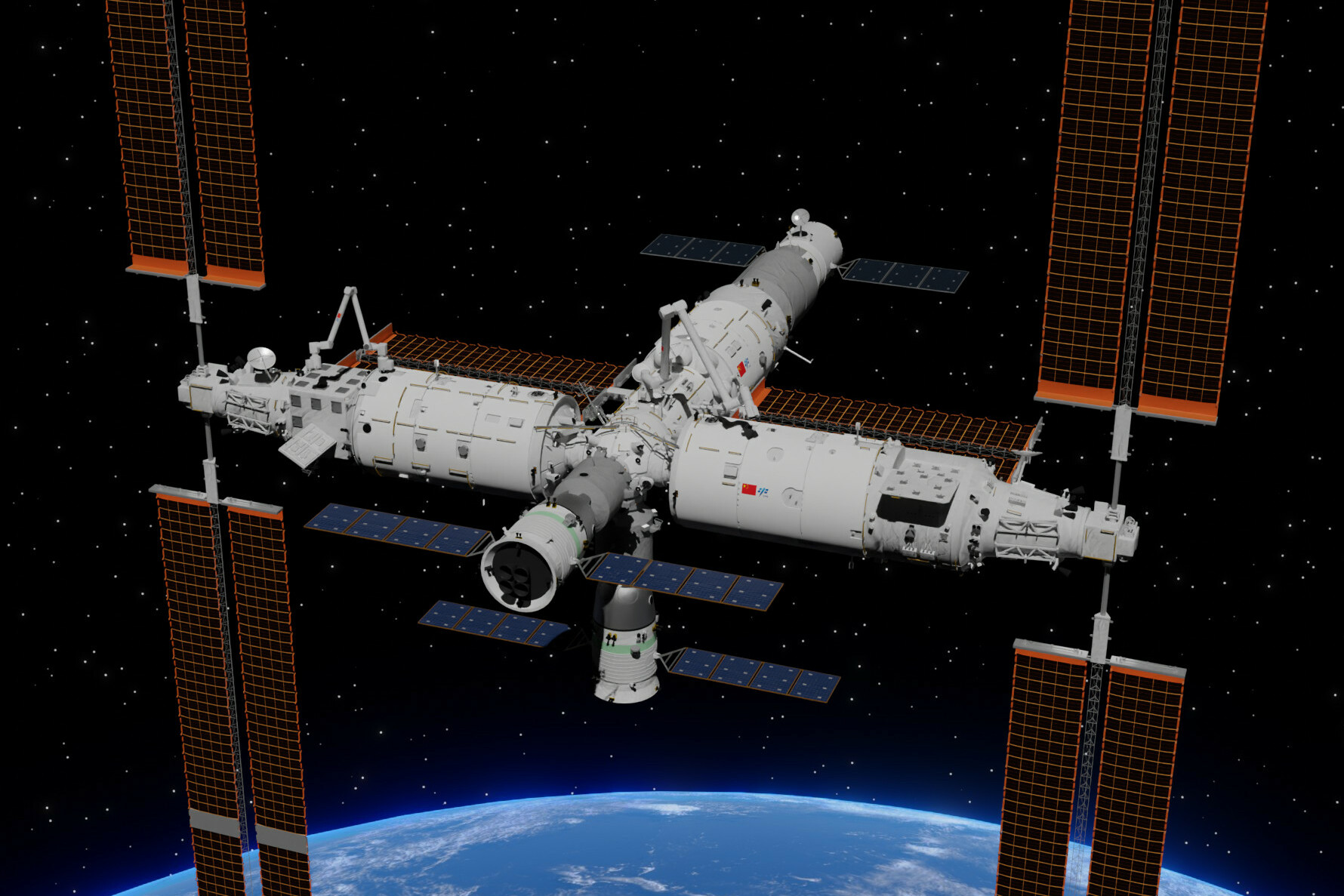
Finální konfigurace po přesunu modulu Meng-tchien z předního na levý portu modulu Tchien-che 3- listopadu 2022. Na tomto pohledu proti směru letu je vlevo modul Wen-tchien, vpravo Meng-tchien a kolmo na ně uprostřed základní modul Tchien-che. K němu se zepředu, zespoda a zezadu připojují kosmické lodi Šen-čou s posádkami a nákladní lodi Tchien-čou.

## Ostatní události
Ve dnech 1. července 2021 (ve 13:15 UTC) a 21. října (ve 22:00 UTC) stanici hrozil blízký kontakt se dvěma satelity konstelace Starlink, S-1095 v prvním a S-2305 v druhém případě. Situace byla vyřešena úpravami orbitální dráhy stanice 1. července kolem 09:50 UTC a 21. října v 03:16 UTC. Družice Starlink obvykle obíhají Zemi ve výšce kolem 550 kilometrů, ale oba uvedené kusy  snížily svou výšku, podle dostupných informací v rámci řízeného snižování orbitálních drah před koncem jejich životnosti. Čína o akci informovala 3. prosince 2021 prostřednictvím nóty generálnímu tajemníkovi OSN.